# ماركوس مارشال
ماركوس مارشال (بالإنجليزية: Marcus Marshall)‏ (7 أكتوبر 1989 بهامرسميث في المملكة المتحدة - ) هو لاعب كرة قدم بريطاني في مركز الهجوم. لعب مع بلاكبيرن روفرز وغريمسبي تاون وماكليسفيلد تاون ونادي بوري ونادي روذرهام يونايتد ولينكولن سيتي أف سي ونادي موركامب.

## وصلات خارجية
- ماركوس مارشال على موقع قاعدة بيانات كرة القدم.إي يو (الإنجليزية)
- ماركوس مارشال على موقع Soccerbase.com (لاعب) (الإنجليزية)
- ماركوس مارشال على موقع Soccerway.com (الإنجليزية)